# 궁숭
궁숭(宮崇, ? ~ ?)은 후한 중기의 인물로 우길의 제자이다.

## 생애
순제 시기에 170권 혹은 1백여 권에 해당하는 태평청령서(太平清領書)를 스승 우길이 곡양(曲陽) 천수(泉水)에서 얻었다며 황제에게 바쳤으나 신료들이 거짓된 책이라고 판단하여 어딘가에 감추어 두었다. 이후 양해는 환제에게 궁숭이 전해준 신서(神書)는 국가를 흥하게 하고 후손을 번창하게 할 것이라면서 책에 대해 응답해줄 것을 부탁하였으나 받아들여지지 않았다. 이후 숨겨두었던 책들은 훗날 황건적의 난을 일으킨 장각(張角)이 읽게 되어 그에게 영향을 주게 되었다고 한다.